# Victoria (Tarlac)
Victoria ist eine philippinische Stadtgemeinde in der Provinz Tarlac. Sie hat 63.715 Einwohner (Zensus 1. August 2015).
Victoria grenzt an die Stadtgemeinden Pura, Gerona, La Paz und an die Provinz Nueva Ecija im Osten. Der größte Teil der Fläche von insgesamt 111,50 km² wird landwirtschaftlich genutzt.

## Baranggays
Victoria ist politisch in 26 Baranggays unterteilt.
- Baculong
- Balayang
- Balbaloto
- Bangar
- Bantog
- Batangbatang
- Bulo
- Cabuluan
- Calibungan
- Canarem
- Cruz
- Lalapac
- Maluid
- Mangolago
- Masalasa
- Palacpalac
- San Agustin
- San Andres
- San Fernando (Pob.)
- San Francisco
- San Gavino (Pob.)
- San Jacinto
- San Nicolas (Pob.)
- San Vicente
- Santa Barbara
- Santa Lucia (Pob.)